# Ghosts I-IV
Ghosts I-IV es el sexto álbum de estudio de la banda estadounidense de rock industrial Nine Inch Nails, lanzado por The Null Corporation el 2 de marzo de 2008. Fue el primer lanzamiento independiente de la banda tras su separación del sello Interscope Records en 2007. El equipo de producción incluyó al líder de Nine Inch Nails, Trent Reznor, a los colaboradores de estudio Atticus Ross y Alan Moulder, y a las contribuciones de Alessandro Cortini, Adrian Belew y Brian Viglione.
Reznor describió Ghosts como «una banda sonora para soñar despierto», una opinión compartida por la crítica, que la comparó con la obra de Brian Eno y Robert Fripp. Los temas no tienen título, se identifican únicamente por su lista de canciones y número de grupo, y son casi en su totalidad instrumentales. Aunque se concibió como un EP de cinco temas, el lanzamiento final consistió en cuatro EPs de nueve canciones, con un total de 36. El álbum se lanzó bajo una licencia Creative Commons —BY-NC-SA— y en diversos paquetes y precios, incluyendo una edición de lujo de US$300, sin aviso previo. También se anunció un festival de cine en YouTube, que invitaba a los fanáticos a interpretar visualmente la música y publicar sus propuestas, pero no se ha mencionado el festival desde su anuncio.
Ghosts I-IV recibió reseñas positivas; los críticos elogiaron su experimentalismo y su lanzamiento poco convencional. Alcanzó el puesto número 14 en Estados Unidos y fue nominado a los Premios Grammy a Mejor Interpretación Instrumental de Rock y Mejor Caja o Paquete de Edición Limitada Especial, la primera vez que música publicada bajo una licencia Creative Commons era nominada a un Premio Grammy. En marzo de 2020, Nine Inch Nails lanzó dos álbumes posteriores a Ghosts I-IV: Ghosts V: Together y Ghosts VI: Locusts.

## Producción

### Grabación y musicalidad
El líder de Nine Inch Nails, Trent Reznor, anunció en 2007 que la banda había cumplido con sus obligaciones contractuales con su sello discográfico, Interscope Records, y que dejaría de trabajar con la compañía. También reveló que la banda probablemente distribuiría su próximo álbum de forma independiente, posiblemente de forma similar al álbum de Saul Williams de 2007, The Inevitable Rise and Liberation of NiggyTardust!, producido por Reznor.
Tras la gira Performance 2007 para promocionar el álbum anterior de la banda, Year Zero (2007), Reznor se propuso grabar un disco «sin mucha previsión». Ghosts I–IV surgió de un experimento: «Las reglas eran las siguientes: 10 semanas, sin una agenda clara, sin darle demasiadas vueltas, todo impulsado por el impulso. Lo que ocurra durante ese tiempo se publica como... algo». Reznor explicó: «Llevo años considerando y queriendo hacer este tipo de disco, pero por su propia naturaleza no habría tenido sentido hasta este momento».
El equipo creativo principal detrás del proyecto estuvo formado por Reznor, Atticus Ross y Alan Moulder. El miembro de la banda en vivo Alessandro Cortini y los músicos de estudio Adrian Belew y Brian Viglione también contribuyeron con interpretaciones instrumentales en algunos temas. Reznor describió las intenciones iniciales de la banda para el proyecto como «un experimento» y explicó el proceso del grupo: «Cuando empezamos a trabajar con la música, generalmente empezábamos con una especie de referencia visual que habíamos imaginado: un lugar, un entorno o una situación. Y luego intentábamos describirla con sonido, textura y melodía. Y la tratábamos, en cierto sentido, como si fuera una banda sonora».
Los músicos crearon las canciones del álbum mediante la improvisación y la experimentación. Como resultado, el plan inicial de lanzar un EP único del material se expandió para incluir la creciente cantidad de material. Viglione contribuyó con la percusión en los temas 19 y 22. Declaró que las instrucciones de Reznor fueron: «Construye una batería. Junta todo lo que quieras tocar; alquila lo que quieras alquilar. Diviértete y... sé creativo. Ve adónde te llevan tu mente y tus ideas». La batería improvisada de Viglione incluía un cubo de basura de 190 litros, un par de jarras de agua y una bandeja para galletas con una cadena. Alessandro Cortini aparece acreditado en un total de diez temas de Ghosts por sus contribuciones a la guitarra, el bajo, el dulcémele y aparatos electrónicos. Cortini se incorporó al proyecto dos semanas después de iniciar el proceso, y su participación evolucionó desde «grabar primero algunas partes adicionales para algunos temas» hasta llegar a «colaborar en los temas que se indican en el libreto». Adrian Belew también participó en algunas contribuciones instrumentales, pero a medida que el proyecto evolucionó, Reznor amplió la participación de Belew y compartió con él la composición de dos temas.
Ghosts I–IV es un álbum casi enteramente instrumental, con solo unas pocas pistas que contienen voces sampleadas. Reznor describió el sonido del álbum como «el resultado de trabajar desde una perspectiva muy visual, vistiendo lugares y escenarios imaginarios con sonido y textura; una banda sonora para ensoñaciones». La reseña de PopMatters comparó su estilo musical con el de Brian Eno y Robert Fripp, clasificándolo finalmente como dark ambient. La reseña continuó describiendo la música como «una pintura tonal, una colección de estados de ánimo, y no todos son buenos». NPR comparó el álbum con la música de Erik Satie y Brian Eno. Rolling Stone también comparó el álbum con la obra de Brian Eno, específicamente su sonido con las piezas instrumentales de Another Green World (1975) y los collages rítmicos de My Life in the Bush of Ghosts (1981). Robert Christgau también comparó el álbum con la obra de Brian Eno, describiendo el sonido de Ghosts como un «fondo de pantalla mental».
Ghosts I–IV presenta una amplia gama de instrumentos musicales, incluyendo piano, guitarra, bajo, sintetizador, marimba, pandereta, banjo, dulcémele y xilófono, muchos de los cuales fueron sampleados y distorsionados electrónicamente. Los instrumentos de percusión, aportados principalmente por Brian Viglione, se construyeron principalmente con objetos encontrados y artículos domésticos.

### Diseño artístico
Rob Sheridan, en colaboración con Artist in Residence, ejerció de director artístico para el álbum, al igual que ya hizo con los dos álbumes de estudio previos de Nine Inch Nails, With Teeth (2005) y Year Zero (2007). Puesto que Ghosts se lanzó en varios formatos distintos, algunas de las versiones difieren entre sí con lo que respecta al diseño artístico. Con cada versión del álbum se incluye un PDF de cuarenta hojas e incluye una foto para cada una de las 36 pistas. Esas mismas fotografías están embebidas dentro de la etiqueta ID3 de cada pista descargada.

## Lanzamiento

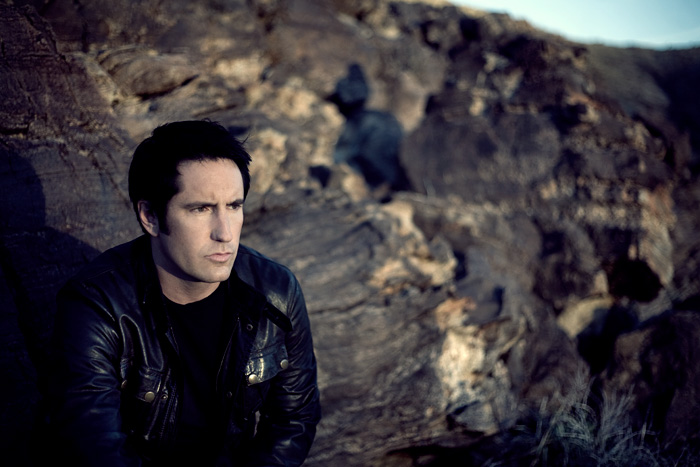
Foto promocional del líder de Nine Inch Nails, Trent Reznor realizado para promocionar Ghosts I-IV.

Ghosts I-IV se lanzó como descarga a través del sitio oficial de la banda el 2 de marzo de 2008 en varios formatos y con varios precios distintos. La única publicidad previa del álbum fue un mensaje que dejó Reznor en su página web que decía «¡2 semanas!» Fue el primer disco en ser lanzado a través del sello independiente de Reznor, The Null Corporation. Las versiones lanzadas para su venta al por menor fueron distribuidas por RED Distribution a partir del 8 de abril en CD y LP, y a partir del 1 de mayo las versiones «Deluxe» y «Ultra-Deluxe». El paquete más pequeño de Ghosts contiene las nueve primeras canciones y está disponible de forma gratuita en el sitio oficial de la banda o desde varios trackers de BitTorrent como The Pirate Bay. También se puede descargar el álbum completo directamente desde la web de la banda por 5 dólares. Se pusieron a la venta copias físicas del álbum bajo preventa con acceso directo a la versión digital. Hay una versión de dos discos con un libreto de 16 páginas por 10 dólares, una versión «Deluxe Edition» por 75 dólares que incluye dos discos, un DVD de datos con los archivos multipista de los temas, un disco Blu-ray con el álbum en estéreo de alta definición y un libreto de 48 páginas de tapa dura con fotografías, y una versión «Ultra-Deluxe Limited Edition» de 300 dólares que incluye lo mismo que la «Deluxe Edition», además de 4 LP de 180 gramos dentro de una caja hecha de tela y dos láminas Giclée de edición limitada, distintas en cada copia. Esta edición estaba limitada a 2.500 copias, cada una de ellas numerada y firmada por Trent Reznor. Reznor describió la edición limitada como «la edición física más lujosa jamás creada». Finalmente, también se lanzó una edición de cuatro LP de 130 gramos por 39 dólares.
El álbum está bajo una licencia Creative Commons del tipo Attribution Non-Commercial Share Alike, permitiendo así que cualquiera pueda usar o alterar el material sin ánimo de lucro, siempre y cuando se mencione al autor y el resultado del trabajo se distribuya bajo una licencia similar. Reznor explicó sus motivaciones diciendo que «es una postura que adoptamos porque creemos que es apropiada [...] con la tecnología digital, y leyes de copyright desfasadas, y todas las tonterías que pasan hoy en día». Jim Guerinot, mánager de Nine Inch Nails, explicó la forma poco convencional del lanzamiento del álbum como «no una reacción a lo que no existe hoy en día. [...] más bien como, 'Hey, en este momento puedo hacer lo que quiera'». El lanzamiento digital del álbum hizo necesaria una revisión general del sitio web de Nine Inch Nails para hacer posible la gestión de todas las descargas, pagos y servicios necesarios para el lanzamiento del álbum. Las mejoras le costaron a Reznor unos 20.000 dólares. A pesar de todo esto, cuando se lanzó Ghosts el sitio se colgó y fueron necesarios nuevos servidores para atender todas las visitas y descargas.
Reznor escribió que «seguramente se lanzarán más álbumes como Ghosts en el futuro». Desde la finalización de la gira, Nine Inch Nails se ha enfocado en el trabajo de estudio y Reznor ha reiterado su intención de hacer un álbum similar a Ghosts más adelante.

### Festival de cine
Dos semanas después del lanzamiento del álbum, Reznor anunció y organizó un «festival de cine» con clips creados por los seguidores de la banda como acompañamiento del álbum, llevada a cabo en el canal oficial de Nine Inch Nails en YouTube. Se reveló que el álbum, en parte carecía de títulos de canciones y tenía poco material gráfico para dejar un «lienzo en blanco» para este proyecto. Reznor explicó que el esfuerzo no estaba pensado para ser un concurso, sino «un experimento de colaboración y una oportunidad para interactuar más allá de la forma unilateral típica artista-fans». Desde el comienzo del festival en marzo de 2008, han recibido más de 1000 vídeos hechos por seguidores de la banda y más de 6000 personas se han unido al grupo del festival.

### Actuaciones en directo
Después de su lanzamiento, el material de Ghosts I-IV se modificó para poder ser interpretado en directo, generalmente como un bloque de canciones instrumentales a mitad del concierto. El material de Ghosts se interpretó con este método en la gira de Lights in the Sky de 2008, inmediatamente después del lanzamiento del álbum. En esta sección del concierto la gran mayoría de la música se tocaba en acústico e incluía instrumentación como marimba, armonio, glockenspiel, contrabajo y varios instrumentos de percusión caseros. La sección de Ghosts no se utilizó en las giras de NINJA y Wave Goodbye, ya que Reznor pensaba que la sección instrumental no encajaba con el resto del setlist.

## Recepción

### Ventas y aceptación del público
El lanzamiento inicial del álbum en el sitio web oficial de Nine Inch Nails sufrió problemas debido a la gran cantidad de visitas y no estuvo totalmente operativo hasta que se añadieron más servidores para manejar el influjo de descargas. Una semana después del lanzamiento, el sitio oficial de la banda informó de 750 000 descargas, consiguiendo unos beneficios de 1,6 millones de dólares. Los pedidos para las 2500 copias de la «Ultra-Deluxe Limited Edition» de 300 dólares se completaron en menos de 30 horas desde su lanzamiento. Ghosts I-IV fue el cuarto álbum más escuchado de 2008 en Last.fm y el más vendido en Amazon MP3. Después del lanzamiento de Ghosts y de The Slip, lanzado de forma similar, Reznor dijo de forma retrospectiva: «No me parece un éxito tan aplastante para mí».
El lanzamiento físico del álbum entró en numerosas listas de ventas a nivel mundial, incluyendo un puesto número catorce en el Billboard 200 y a la posición más alta de la lista Dance/Electronic Albums de la misma revista. A nivel internacional, Ghosts llegó al puesto número quince en la lista australiana del ARIA, 58 en Austria, 3 en Canadá, 26 en Nueva Zelanda, y al 60 en las listas británicas.

### Recepción de la crítica
La respuesta crítica hacia Ghosts I-IV fue en general positiva, con una media del 69 % basada en doce reseñas en Metacritic. Seth Colter Walls de Newsweek describió el álbum como «el tipo de experiencia musical absorbente que los sabelotodos de las tiendas de discos estarían intentando endosar a los clientes, si tan solo pudiesen ponerlo a la venta». IGN le concedió al álbum una puntuación de 8.7 sobre 10 y escribió: «La música es tan fascinante y embaucadora que el tiempo se para, al menos hasta que termina de sonar». PopMatters le concedió al álbum 8 de 10 y lo describió como «36 pistas, pero ninguna canción», para seguir diciendo que era «oscuro, para meditar [...] inquietante». Pitchfork Media criticó el álbum diciendo que «casi todas las pistas instrumentales sin título parecen escuálidas e inconclusas», dándole una puntuación de 5.0 sobre 10.0. La revista Blender también criticó el álbum, diciendo que «Nine Inch Nails vuelve sin compañía discográfica, sin límites y sin melodías». The Washington Post comentó: «Hay demasiado aquí. Aun así es lo más interesante de NIN en años». Siguió diciendo que cada pista es «el equivalente sónico de un orbe plateado pululando en tu sala de estar [que después] explota en un millón de bolas brillantes de mercurio que salpican el suelo antes de fluir, de forma magnética, de vuelta a una enorme bola".
El poco ortodoxo método de distribución del álbum también hizo que se ganase la atención de varias agencias de noticias, como la revista Wired, cuyo analista Eliot Van Buskirk, etiquetó Ghosts como «un lanzamiento increíblemente amplio». Ben Worthen, de The Wall Street Journal comentó que «muchos directores ejecutivos [...] podrían aprender mucho de los experimentos de negocio en línea de Reznor». Muchas agencias de noticias compararon el lanzamiento con el lanzamiento digital del tipo «paga lo que quieras» de Radiohead de 2007, In Rainbows, además del lanzamiento similar del álbum The Inevitable Rise and Liberation of NiggyTardust! de Saul Williams, producido por el mismo Reznor. En la reseña de Rolling Stone se dice que el álbum es «la máxima atracción de los nuevos medios de comunicación», mientras que Tiny Mix Tapes dijo que «las circunstancias que envuelven el lanzamiento provienen de un pensamiento tan adelantado que podrían ser consideradas tan importantes como la música en sí». El sitio web sobre negocios The Motley Fool escribió un artículo sobre el lanzamiento del álbum titulado «Music Industry Gets Nailed Again» (La industria musical, machacada de nuevo), pronosticando que «innovadores como Nine Inch Nails están abriendo camino a nuevos modelos de negocio que pueden eludir el intermediario y a la vez asegurarse de que los artistas y los fanes son felices». Sin embargo, en su reseña de The Slip, PopMatters describió Ghosts I-IV en retrospección como «un lote de [...] instrumentales sin rumbo empaquetados en un esquema de marketing brillante» y que era «básicamente un lanzamiento en CD con un par de ediciones especiales disponibles para los 'verdaderos fanes'».

### Premios y reconocimientos
Ghosts obtuvo dos nominaciones a los premios Grammy, en las categorías de mejor interpretación rock instrumental por la pista «34 Ghosts IV», y mejor empaquetado de caja recopilatoria o de edición limitada por la edición «Ultra-Deluxe» del álbum. Estas nominaciones significaron la primera vez que la música con licencia Creative Commons había sido nominada a un premio Grammy. Después del lanzamiento de Ghosts y el álbum lanzado en línea de forma similar, The Slip, Reznor recibió el premio de Artista Webby del año otorgado en 2009 en la gala anual de los premios Webby. La revista Rolling Stone posicionó a Reznor en el puesto número 46 de su lista de las «100 personas que están cambiando Estados Unidos», diciendo que «ha sido más creativo que nadie adaptándose a la era post-CD».

## Listado de canciones
Todos los temas compuestos por Trent Reznor y Atticus Ross, excepto donde se indique lo contrario.
| N.º   | Título                                          | Duración |  |
| 1.    | «1 Ghosts I»                                    | 2:48     |  |
| 2.    | «2 Ghosts I»                                    | 3:16     |  |
| 3.    | «3 Ghosts I»                                    | 3:51     |  |
| 4.    | «4 Ghosts I» (Alessandro Cortini, Reznor, Ross) | 2:13     |  |
| 5.    | «5 Ghosts I»                                    | 2:51     |  |
| 6.    | «6 Ghosts I»                                    | 4:18     |  |
| 7.    | «7 Ghosts I»                                    | 2:00     |  |
| 8.    | «8 Ghosts I»                                    | 2:56     |  |
| 9.    | «9 Ghosts I»                                    | 2:47     |  |
| 27:00 |                                                 |          |  |

| N.º   | Título                                 | Duración |  |
| 1.    | «10 Ghosts II»                         | 2:42     |  |
| 2.    | «11 Ghosts II» (Cortini, Reznor, Ross) | 2:17     |  |
| 3.    | «12 Ghosts II»                         | 2:17     |  |
| 4.    | «13 Ghosts II»                         | 3:13     |  |
| 5.    | «14 Ghosts II»                         | 3:05     |  |
| 6.    | «15 Ghosts II»                         | 1:53     |  |
| 7.    | «16 Ghosts II»                         | 2:30     |  |
| 8.    | «17 Ghosts II» (Cortini, Reznor, Ross) | 2:13     |  |
| 9.    | «18 Ghosts II»                         | 5:22     |  |
| 25:32 |                                        |          |  |

| N.º   | Título                                                  | Duración |  |
| 1.    | «19 Ghosts III» (Cortini, Reznor, Ross, Brian Viglione) | 2:11     |  |
| 2.    | «20 Ghosts III»                                         | 3:39     |  |
| 3.    | «21 Ghosts III»                                         | 2:54     |  |
| 4.    | «22 Ghosts III» (Cortini, Reznor, Ross, Viglione)       | 2:31     |  |
| 5.    | «23 Ghosts III»                                         | 2:43     |  |
| 6.    | «24 Ghosts III»                                         | 2:39     |  |
| 7.    | «25 Ghosts III» (Adrian Belew, Reznor, Ross)            | 1:58     |  |
| 8.    | «26 Ghosts III»                                         | 2:25     |  |
| 9.    | «27 Ghosts III» (Belew, Reznor, Ross)                   | 2:51     |  |
| 23:51 |                                                         |          |  |

| N.º   | Título                                 | Duración |  |
| 1.    | «28 Ghosts IV»                         | 5:22     |  |
| 2.    | «29 Ghosts IV» (Cortini, Reznor, Ross) | 2:54     |  |
| 3.    | «30 Ghosts IV»                         | 2:58     |  |
| 4.    | «31 Ghosts IV»                         | 2:25     |  |
| 5.    | «32 Ghosts IV»                         | 4:25     |  |
| 6.    | «33 Ghosts IV» (Cortini, Reznor, Ross) | 4:01     |  |
| 7.    | «34 Ghosts IV»                         | 5:52     |  |
| 8.    | «35 Ghosts IV»                         | 3:29     |  |
| 9.    | «36 Ghosts IV»                         | 2:19     |  |
| 33:45 |                                        |          |  |

### Pistas adicionales
Con las ediciones «Deluxe» y «Ultra-Deluxe» hay dos pistas adicionales, accesibles solo reconstruyéndolos de archivos multipista disponibles en el DVD. La segunda pista tiene elementos musicales y estructura similar a «Demon Seed», pista 10 del que sería el siguiente álbum de Nine Inch Nails, The Slip.
1. «37 Ghosts» – 2:20
2. «38 Ghosts» – 4:51

## Posición en listas
| Lista (2008)                      | Posición |
| --------------------------------- | -------- |
| Billboard 200 (EE. UU.)           | 14       |
| Dance/Electronic Albums (EE. UU.) | 1        |
| Top Independent Albums (EE. UU.)  | 2        |
| Top Rock Albums (EE. UU.)         | 3        |
| Top Alternative Albums (EE. UU.)  | 3        |
| ARIA (Australia)                  | 15       |
| Lista de Austria                  | 58       |
| Lista de Canadá                   | 3        |
| RIANZ (Nueva Zelanda)             | 26       |
| Lista de Bélgica                  | 54       |
| UK Albums Chart (Reino Unido)     | 60       |

## Personal
- Trent Reznor – intérprete, producción, dirección artística
- Atticus Ross – programación, arreglos, producción
- Alan Moulder – ingeniería, mezclas, producción
- Alessandro Cortini – guitarra (4, 11, 17, 20, 24, 28), bajo (4), dulcémele (22), electrónica adicional (19, 22, 29, 33)
- Adrian Belew – guitarra (3, 4, 7, 10–11, 14, 16, 21, 25, 27, 31, 32, 35), electrónica (25), marimba (30)
- Brian Viglione – batería (19, 22)
- Tom Baker – masterización
- Rob Sheridan – dirección artística, fotografía, elementos visuales y físicos[4]
- Artist in Residence – dirección artística, fotografía, elementos visuales y físicos[4]
- Phillip Graybill – fotografía
- Tamar Levine – fotografía adicional

## Formatos
- Ghosts I - Contiene las nueve primeras pistas y se puede descargar de forma gratuita desde la página web de Nine Inch Nails o de varios trackers de BitTorrent, incluyendo The Pirate Bay.
- Descarga digital - Se puede descargar el álbum completo (sin DRM) en formato MP3, FLAC y Apple Lossless por 5 dólares.
- Doble CD - Contiene 2 CD y un libreto de 16 páginas por 10$. Su envío empezó el 8 de abril de 2008.
- Deluxe Edition - Incluye 2 CD, 1 DVD de datos que contiene todos los temas en formato multipista para poder usarlos con programas de edición de audio, un libro de fotografías de 48 páginas y un disco Blu-ray con Ghosts I-IV en estéreo de alta definición a 96 kHz y 24-bit, por 75 dólares. Su envío empezó el 1 de mayo de 2008.
- Ultra-Deluxe Limited Edition - Incluye lo mismo que la edición deluxe, además de un cuádruple vinilo y dos láminas exclusivas, por 300 dólares. Está limitada a 2500 unidades y firmada por Trent Reznor. Ya no se puede comprar en nin.com y se han agotado todas las unidades disponibles en ainr.com
  - Ghosts I-IV fue lanzado físicamente el 8 de abril de 2008, en 2 CD y 4 LP.